# Hibiscadelphus hualalaiensis
Hibiscadelphus hualalaiensis ist eine Pflanzenart aus der hawaiischen Gattung Hibiscadelphus innerhalb der Familie der Malvengewächse (Malvaceae). Sie gilt als in der Natur ausgestorben.

## Merkmale
Hibiscadelphus hualalaiensis ist ein Baum, der eine Wuchshöhe von 5 bis 7 m erreicht. Der  Stamm hat einen Durchmesser von 30 cm und eine weiße Rinde. Die 10 bis 15 cm lange, herzförmige Blattspreite ist breit zugespitzt und hat eine gekerbten Grund. Die Blattoberfläche ist mit Sternhaaren bedeckt. Die Blattstiele sind 4 bis 10 cm lang. Die Blattachseln tragen ein oder zwei Blüten, deren Stängel 1,5 bis 14 cm lang sind. Fünf gezahnte Tragblätter befinden sich unterhalb jeder Blüte und der Blütenkelch ist rohr- oder beutelähnlich. Die überlappenden Kronblätter bilden eine bisymmetrische Blüte und sind oben verlängert, was typisch für Blüten ist, die durch Vögel bestäubt werden. Die Blüten sind außerhalb grünlichgelb, innerhalb geht die grünlichgelbe Färbung in eine violette Färbung über. Die Blütenblätter sind 2 bis 5,5 cm lang. Die Kapselfrucht ist holzig und die Samen sind dicht behaart. Diese Art unterscheidet sich von anderen Arten dieser Gattung durch ihre Blütenfarbe, die kleinere Blütengröße und durch die gezahnten Tragblätter.

## Verbreitung, Lebensraum und Gefährdung
Ursprünglich war Hibiscadelphus hualalaiensis von drei Populationen an den Hängen des Hualālai bei Kailua in der Puʻu Waʻawaʻa-Region auf der Insel Hawaiʻi bekannt. Der letzte bekannte wildlebende Baum befand sich im Puʻu Waʻawaʻa Plant Sanctuary und ging 1992 ein. Zuvor wurden jedoch zwölf Bäume in einem umzäunten Bereich herangezogen. Zusätzlich befinden sich zehn kultivierte Bäume in der Nähe des State’s Kokia Sanctuary in Kaʻūpūlehu. In Kipuka Puaulu im Hawaiʻi-Volcanoes-Nationalpark wurde ein Auswilderungsprojekt gestartet, jedoch wieder gestoppt, um Hybridisierungen mit der Art Hibiscadelphus giffardianus zu vermeiden. Ursprünglich wuchs Hibiscadelphus hualalaiensis in den Resten von trockenen oder halbtrockenen Wäldern auf Lavafeldern in Höhenlagen zwischen 915 und 1020 m. Die Art bildete Gemeinschaften mit Diospyros sandwicensis, Sophora chrysophylla, Pouteria sandwicensis, Arten der Gattungen Nothocestrum und Charpentiera, Claoxylon sandwicense sowie Pennisetum clandestinum. Als Hauptgefährdung gelten Rinder, Schweine und Schafe, die die Umzäunung durchbrechen könnten, Ratten, die die Blüten und Samen fressen, die Konkurrenz durch invasive Pflanzen wie der Grasart Pennisetum clandestinum und Lantana camara, Lebensraumveränderungen durch vulkanische Aktivitäten, das Aussterberisiko durch natürlich vorkommende Ereignisse wie Brände sowie die geringe Reproduktionsrate aufgrund der Tatsache, dass alle kultivierten Exemplare Klone von einer einzigen Elternpflanze sind.